# Elisabethiella glumosae
Elisabethiella glumosae är en stekelart som beskrevs av Wiebes 1989. Elisabethiella glumosae ingår i släktet Elisabethiella och familjen fikonsteklar.
Artens utbredningsområde är:
- Kamerun.
- Etiopien.
- Guinea.
- Tanzania.
- Zambia.

Inga underarter finns listade i Catalogue of Life.